# 가토군 (효고현)

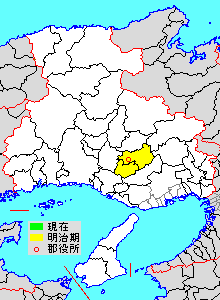
효고현 가토군위 위치

가토군(일본어: 加東郡)은 일본 효고현 남부 (하리마국)에 존재했던 군이다.

## 군역
1879년 행정 구역으로 발족 당시의 군역은 오노시·가토시에 해당한다.

## 역사
고대의 가모군이 가토군과 가사이군으로 분할되어 발족되었다.
- 1879년 1월 8일 - 군구정촌 편제법이 효고현에서 시행되면서, 행정 구역으로서의 가토군이 발족.

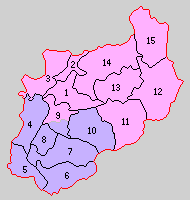
1.야시로촌 2.가모촌 3.다키노촌 4.가와이촌 5.기시촌 6.이치바촌 7.오노촌 8.오베촌 9.후쿠다촌 10.시모토조촌 11.나카토조촌 12.가미토조촌 13.요네다촌 14.가미후쿠다촌 15.가모가와촌 (보라: 오노시 분홍:가토시)

- 1889년 4월 1일 - 정촌제 시행으로, 아래의 촌이 발족.(15촌)
  - 야시로촌(社村): 현 가토시
  - 가모촌(加茂村): 현 가토시
  - 다키노촌(滝野村): 현 가토시
  - 가와이촌(河合村): 현 오노시
  - 기시촌(来住村): 현 오노시
  - 이치바촌(市場村): 현 오노시
  - 오노촌(小野村): 현 오노시
  - 오베촌(大部村): 현 오노시
  - 후쿠다촌(福田村): 현 가토시, 오노시
  - 시모토조촌(下東条村): 현 오노시
  - 나카토조촌(中東条村): 현 가토시
  - 가미토조촌(上東条村): 현 가토시
  - 요네다촌(米田村): 현 가토시
  - 가미후쿠다촌(上福田村): 현 가토시
  - 가모가와촌(鴨川村): 현 가토시
- 1912년 6월 1일 - 야시로촌이 정제 시행으로 야시로정(社町)이 됨.(1정 14촌)
- 1915년 5월 1일 - 오노촌이 정제 시행으로 오노정(小野町)이 됨.(2정 13촌)
- 1925년)4월 1일 - 다키노촌이 정제 시행으로 다키노정(滝野町)이 됨.(3정 12촌)
- 1954년
  - 3월 31일 - 다키노정·가모촌이 합병하여, 새로이 다키노정이 발족.(3정 11촌)
  - 12월 1일 - 오노정·가와이촌·기시촌·이치바촌·오베촌·시모토조촌이 합병하여, 오노시(小野市)가 발족, 군에서 이탈.(2정 6촌)
- 1955년 3월 31일(3정)
  - 야시로정·후쿠다촌·요네다촌·가미후쿠다촌·가모가와촌이 합병하여, 새로이 야시로정이 발족.
  - 나카토조촌·가미토조촌이 합병하여, 도조정(東条町)이 발족.
- 1956년 4월 1일 - 야시로정의 일부가 오노시에 편입.
- 2006년 3월 20일 - 야시로정·다키노정·도조정이 합병하여, 가토시(加東市)가 발족. 이날 가토군은 폐지됨.